# Авдеев, Николай Васильевич
Никола́й Васи́льевич Авде́ев родился 18.04.1852 дата смерти неизвестна. Поданный Российской империи. Генерал Русской императорской армии. Дворянин. Православного вероисповедания. Уроженец Оренбургской губернии, станицы Донецкой Оренбургского казачьего войска. Сын подполковника Василия Ивановича Авдеева. Окончил Оренбургскую Неплюевскую военную гимназию и Оренбургское казачье юнкерское училище. В службу вступил 02.02.1868. Хорунжий 12.01.1871. Сотник 24.05.1872. Есаул «за боевое отличие» 29.05.1873. Командир сотни — в 6-м Оренбургском казачьем полку (1874—1882). Войсковой старшина «за боевое отличие» 30.09.1875. Помощник командира 6-го Оренбургского казачьего полка (1879—1882). Подполковник «за отличие по службе» 16.10.1879. Командир 1-го Оренбургского казачьего полка (16.01.1888-6.03.1900). Полковник за отличие по службе 10.01.1888. Командир 2-й бригады 10-й кавалерийской дивизии (6.03.1900-19.11.1907). Генерал-майор «за отличие по службе» 6.03.1900. Начальник Харьковского военного госпиталя (10.07.1902-13.10.1904). Начальник 2-й Сводной казачьей дивизии (19.11.1907-14.09.1911). Генерал-лейтенант (19.11.1907). Уволен в отставку с производством в генералы от кавалерии (14.09.1911). Участник Русско-Турецкой войны. Участвовал в кампаниях, боях и сражениях 1873, 1875, 1876, 1877.

## Награды
Св. Анны 4-й ст. с надписью «За храбрость» (24.12.1873), Св. Анны 3-й ст. с мечами и бантом (22.08.1875), Св. Станислава 2-й ст. с мечами (1876), Св. Владимира 4-й ст. с мечами и бантом, золотая шашка с надписью «За храбрость» (1879), Св. Анны 2-й ст. с мечами, 1896 — Св. Владимира 3-й ст, бухарской золотой звезды 2-й ст, Св. Станислава 1-й ст. (1903), Св. Анны 1-й ст. (1906), медали серебряные: «За Хивинский поход» (1873), «За русско-турецкую войну 1877—1878», «За походы в Средней Азии 1853—1895 гг.» и светло-бронзовая «За покорение ханства Кокандского 1875—1876 гг.».